# Cteniloricaria maculata
Cteniloricaria maculata är en fiskart som först beskrevs av Boeseman, 1971.  Cteniloricaria maculata ingår i släktet Cteniloricaria och familjen Loricariidae. Inga underarter finns listade i Catalogue of Life.